# 公式試合安定開催基金
公式試合安定開催基金（こうしきしあいあんていかいさいききん）は、日本プロサッカーリーグ（Jリーグ）が2005年度から制度化した基金制度のことである。経営難によって公式試合参加および継続が困難に陥った場合、Jリーグ参加各チームから基金を供給し、審議をした上で対象となるチームに運営資金を提供することを目指している。

## 概要
基金を設立した当時のJリーグチェアマン鈴木昌によると、この基金適用は「あくまでも2005年度の残り試合を開催するために必要な処置」と説明し、「今後再建できなければ（即ち基金返済が出来なければ）除名（下部リーグへの降格など）もありえる」と述べている。
2008年までは基本的にJ1クラブは対象外としていたが、2009年以降全クラブ対象となった。またこの際、適用を受けたクラブがJ1の場合は返済できなければ残留する順位であっても降格とし、J2の場合は昇格する順位であっても昇格できない規定（第20条の2）が設けられた。つまり該当クラブがJ2で3位以上になった場合、そのクラブを除外した2チームが昇格することになる。
なお、2012年度から2017年度まで行われていたJ1昇格プレーオフ及び、2018年度から開始されたJ1参入プレーオフについては、この基金を利用したクラブについては、J2のレギュラーシーズン最終日から逆算して30日以内までに融資を返済できなかった場合、Jリーグ1部ライセンスを取得していないものと同等に扱い、J1自動昇格・プレーオフ圏内の6位以内に入っても自動昇格やプレーオフ進出は認められず、3位以下の繰上げ昇格と7位以下の繰上げプレーオフ出場も認めない。
また2014年からのJ3リーグ発足後は融資返済期限を、J1はレギュラーシーズン最終節（2015年・2016年はセカンドステージ最終節）開催日、J2・J3についてはJ2・J3入れ替え戦の最終戦（第2レグ）の開催予定日（入れ替え戦が行われなかった場合も、シーズン開始当初にその最終戦が開催される予定であると発表されていた日）を基本とするが、当該日が金融機関の休業日に当たる場合は、次の営業日までとする規定がなされている。また返済期日までに融資が返済できなかった場合は、次年度の所属リーグより上位のライセンス発行を行わないものとするとしている。
J2・J3入れ替え戦が廃止されてJ1昇格プレーオフがJ1参入プレーオフに変更されてからは、J1・J2についてはJ1参入プレーオフ最終戦（決定戦）の開催予定日、J3はレギュラーシーズン最終節開催日（当該日が金融機関の休業日に当たる場合は、次の営業日）が融資返済期限とされた。
クラブライセンス制度が導入されて以降については、この基金融資を受けたクラブは勝ち点を10点剥奪されることが明らかにされている。
2020年は新型コロナウイルスの感染拡大に伴い、融資理由が新型コロナウイルス感染症の影響による資金繰り対策である場合に限り、「無担保での融資を行う」・「融資の事実を公表しない」・「融資に伴う制裁を免除する」等の臨時措置が取られた。

## 適用

### 2005年のザスパ草津
第1号の適用はザスパ草津で、スタジアムの使用料滞納や、草津町にある本白根第3グランドでの試合で使用したスタンドを本来の買取ではなくレンタルで済ませるなど、当時の社長であった賢持宏昭による放漫な経営体制から経営が悪化していることを踏まえ、ザスパに対し5000万円を融資し、まず2006年3月をメドに1000万円を、それ以後も2008年1月までをメドに分割して返済していた。なお、現在は完済している。

### 2008年のFC岐阜
2008年12月、2008年よりJ2へ参入したFC岐阜が、広告スポンサーの問題や入場料収入の低迷などにより資金繰りが悪化し第2号の適用を受けた。融資額はザスパと同じ5000万円。2009年11月までに返済する予定であったが、期日までの返済が困難であったため2010年7月に延長されたが2010年4月16日に完済した。

### 2009年の大分トリニータ
2009年11月には大分トリニータが不況や成績不振による収入減により資金繰りが悪化したため申請を行った。既に次年度のJ2降格が決定しているとはいえ、J1チームとしては初めて同基金からの融資を申請することとなった。その後の調査で当時の社長溝畑宏が粉飾決算まがいな運営を行っており、経営破綻に近い状況にまでなったことが明るみに出た。融資額は同年12月に3億5000万円、翌2010年1月に2億5000万円、合計6億円。返済期限は特に設けられていないが、融資完済の他に債務超過を解消しなければJ1昇格できないことになった。
この件は同時期に起こった東京ヴェルディ1969の経営不振とあわせて大問題となり、結果2013年Jリーグクラブライセンス制度導入の間接的原因となった。
なお、2010年度末に1億を、2011年度末に2億を、2012年10月12日に3億をそれぞれ返済し、全額完済している。

### 2011年の水戸ホーリーホック
2009年度末に水戸ホーリーホックが、長引く不況に伴うスポンサーの撤退、本拠地移転に伴う競技場使用料の増額、選手の移籍金制度の撤廃などのため、運営に行き詰まった。そのため、2010年度（2010年4月）に短期借り入れが出来るJリーグの「スポーツ振興投票対象試合安定開催特別会計（通称toto基金）」から、応急措置として3000万円を借り入れた。
しかし、翌2011年1月末に迫った期限までに返済できない可能性が高まったため、その返済目的に融資を申請した。融資額は3000万円、返済期間は同年10月31日まで。一時東日本大震災のために返済期間に間に合わない恐れも考えられたが、増資や募金などにより資金を工面し、同年10月20日、完済が発表された。

## 適用外

### 2008年のアビスパ福岡
2008年、資金繰りが悪化しJリーグ分配金の前借りなどで手当していたアビスパ福岡が、8月に2億円(返済期限3年)を申請するものの、Jリーグ側から再考を求められた。その後、2010年にクラブの経営者が交代してからは身の丈経営を目指し、2年連続の黒字経営を果たすなど経営は徐々に安定してきている。